# 磁盘碎片

檔案碎片及碎片重組演示

在计算领域，檔案系统碎片（英語：File system fragmentation，或称磁碟碎片、檔案系统老化）是檔案系统将檔案内容非连续排列以方便就地修改其内容的結果，亦是碎片化的特例。磁碟碎片会增加磁碟磁头移动频率，即增加了寻道时间，会降低磁碟读写性能，进而影响操作系统及软件性能。另外，檔案系统不能承受无限制的碎片。对现有碎片的更正称为碎片重組，是将檔案和可用空间重新组织为连续区域的过程。
固态磁碟（SSD）不是真正的磁碟，也不是“旋转的”，所以没有檔案碎片问题。

## 原因
在分区上首次初始化檔案系统时，它只包含一些小的内部结构，其他区域则是一塊连续的可用空間，意味着檔案系统能将新檔案放在分区任何位置。在檔案系统建立后的一段时间内，其檔案布局近乎最佳，当安装操作系统或软件或解包存档时，单独的檔案按顺序生成，因此相关檔案的位置接近。
刪除或截斷某檔案可能會騰空區塊；但加到檔案的新內容可能會放在分開區塊而非檔案結束處，因為該處可能已分配給另一份檔案，因此檔案會有新片段。随着时间過去，相同因素使可用空间以及频繁附加的檔案变碎。可用空间变短也意味檔案系统不能再为新檔案分配连续空间，而必须将它们拆碎。当儲存空間变满且無大量连续的可用空间时尤其如此。

### 簡單范例

对自由空间碎片和檔案碎片发生过程的简单示例

磁碟中5份檔案甲、乙、丙、丁、戊按顺序连续儲存，每份檔案佔10區，（例子中每區大小不重要）剩余區域即是可用空間，因此可在檔案戊之后新增檔案。

## 類型
以下幾個層次可能會出現檔案系統碎片：
- 各個檔案中的碎片
- 可用空間碎片
- 在獨立但相關檔案間之訪問局部性減少

### 檔案分散
檔案分割，也稱為相關檔案碎片，或者應用程序級（檔案）碎片，指缺乏引用的局部性（在存儲介質中）在相關檔案之間。

## 消極後果
對於消費級硬盤驅動器而言，磁碟碎片是個很嚴重的問題。因為增大差距在順序訪問速度和旋轉延遲（以及較小程度上尋道時間）之間其上文件系統通常放置。因此，碎片是在文件系統的研究與設計的一個重要問題。碎片的遏制不僅很大程度上依賴於文件系統在磁碟上的格式，還取決於它的實現。相對於机械磁碟，文件系統碎片对固態硬盤造成的性能影響较小，因為不涉及機械尋道時間。但是，文件系統還需要儲存另一個元數據對於相對應的文件，每條元數據本身需要佔用空間，並且需要處理動力和處理器時間。如果達到碎片的最大極限，將會導致寫入請求失敗。
在簡單的文件系統基準測試中，往往省略了碎片因素，因為模拟現實的老化和碎片化是困難的。

## 緩和

### 防止碎片
为了避免产生碎片，文件系统或操作系统会通过写入缓存区，将待写入的数据缓存在内存中，一段时间后才连续写入到磁碟中，避免直接写入大量小数据包的；又或者为一个文件对象分配一段连续的可用空间（如Extent技术）以方便连续写入。对于应用程序，如果在知道文件大小固定的情况下，也可以直接建立相应文件大小的空白文件作为预分配处理，虽然这不及由文件系统分配连续空闲空间直接和高效。

### 碎片重組
碎片重組是減少檔案碎片的過程，將檔案片段集合連接起來。部份碎片整理軟件會將經常按順序讀取的小文件放在一個目錄中。
固態磁碟採用快閃記憶技術，没有移動部件，運作方式與傳統硬碟不同，無須以重組碎片改善讀取速度，但故障前寫入次數有限，所以重組其檔案碎片弊多於利（除了緩解災難性故障）。